# احمد تاج‌الدین حلیم شاه یکم
پادوکا سری سلطان احمد تاج‌الدین حلیم شاه یکم ابن المرحوم سلطان عبدالله معظم شاه (درگذشت – ۱۵ فوریه ۱۷۱۰) هجدهمین سلطان کداح بود. دوران حکمرانی او از سال ۱۷۰۶ تا ۱۷۱۰ به طول انجامید. بعد از اینکه برادر بزرگتر او، تونکو محمد جیوا به سوماترا رفت، او با عنوان راجا مودا به عنوان وارث سلطنت تعیین شد.